# Adam and the Ants
Adam and the Ants var en engelsk musikgruppe, der blev dannet i London april 1977.

## Historie
Gruppen blev dannet af Adam Ant april 1977, som en gendannelse af hans tidligere band B-Sides. Gruppen spillede ikke live i den første periode (april-maj 1977). To dage før gruppens debut, i ICA 10. maj 1977, forlader Lester Square gruppen og Mark Gaumont tiltræder...
 Dette afsnit eller denne liste er kun påbegyndt. Hvis du ved mere om emnet, kan du hjælpe Wikipedia ved at tilføje mere.

## Gruppens medlemmer
- april-maj 1977:
  - Adam Ant – vokal/guitar
  - Lester Square (født Thomas Woodburne Bruce Hardy, d. 17. april 1954 i Canada) – guitar
  - Andy Warren – bass/vokal
  - Paul Flanagan – trommer
- maj-juni 1977:
  - Adam Ant – vokal/guitar
  - Mark Gaumont (også kendt som Mark Ryan eller The Kid) – guitar
  - Paul Flanagan – trommer
  - Andy Warren – bass/vokal
- juni-oktober 1977:
  - Adam Ant – vokal/guitar
  - Jordan (Pamela Rooke) – vokal
  - Mark Gaumont – guitar
  - Andy Warren – bass/vokal
  - Dave Barbarossa (også kendt som Dave Barbe) – trommer
- oktober 1977-maj 1978:
  - Adam Ant – vokal/guitar
  - Jordan (Pamela Rooke) – vokal
  - Johnny Bivouac (John Beckett) – guitar
  - Andy Warren – bass/vokal
  - Dave Barbarossa – trommer
- juni 1978-oktober 1979:
  - Adam Ant – vokal/guitar
  - Matthew Ashman – guitar
  - Andy Warren – bass/vokal
  - Dave Barbarossa – trommer
- oktober 1979-januar 1980:
  - Adam Ant – vokal/guitar
  - Matthew Ashman – guitar
  - Leigh Gorman – bass/vokal
  - Dave Barbarossa – trommer
- februar 1980-februar 1981:
  - Adam Ant – vokal/guitar
  - Marco Pirroni – guitar/vokal
  - Kevin Mooney – bass
  - Merrick (født: Chris Hughes) – trommer
  - Terry Lee Miall – trommer
- marts 1981-1982:
  - Adam Ant – vokal/guitar
  - Gary Tibbs – bass
  - Merrick – trommer
  - Terry Lee Miall – trommer
  - Marco Pirroni – guitar/vokal

## Diskografi

### Singler og andre udgivelser
- 1978: Young Parisians/Lady (Decca F 13803) (oktober)
- 1979: Zerox/Whip In My Valise (Do-It DUN 8) (juli)
- 1980: Cartrouble/Kick! (Do-It DUN 10) (marts)
- 1980: Kings Of The Wild Frontier/Press Darlings (CBS 8877) (juli)
- 1980: Dog Eat Dog/Physical (You're So) (CBS 9039) (oktober)
- 1980: Antmusic/Fall-In (CBS 9352) (december)
- 1981: A.N.T.S. (flexidisc) (Flexipop LYN 9285) (udgivet med bladet Flexipop nr. 4) (marts)
- 1981: Stand And Deliver/Beat My Guest (CBS A 1065) (maj)
- 1981: Prince Charming/Christian D'Or (CBS A 1408) (september)
- 1981: Ant Rap/Friends (CBS A 1738) (december)
- 1982: Deutscher Girls/Plastic Surgery (Editions EG EGO 5) (februar)
- 1982: The B Sides (Friends/Kick/Physical) (Do-It DUN 20) (marts)
- 1982: Goody Two Shoes/Red Scab (CBS A 2367) (april)

### Albums
- 1979: Dirk Wears White Sox (Do-It RIDE 3) (november)
- 1980: Kings Of The Wild Frontier (CBS 84549) (november)
- 1981: Prince Charming (CBS 85268) (november)
- 1983: Dirk Wears White Sox (CBS 25361) (maj)
- 1990: Peel Sessions (Strange Fruit SFRLP 115)
- 1991: The Collection (Castle Communications ACSCD 002)
- 1999: The Very Best Of Adam And The Ants (Columbia 494229)
- 2001: The Complete Radio 1 Sessions (Strange Fruit SFRSCD 099) (juli)
- 2004: Dirk Wears White Sox (Remastered) (Columbia 5170812) (juli)
- 2004: Kings Of The Wild Frontier (Remastered) (Columbia 5170822) (juli)
- 2004: Prince Charming (Remastered) (Columbia 5170832) (juli)
- 2006: Stand And Deliver – The Very Best Of Adam And The Ants (Columbia 82876891242) (september)

### Soundtracks
- 1978: Jubilee – Outrageous Film Soundtrack (Deutscher Girls, Plastic Surgery (begge Adam & the Ants) og Nine To Five (Maneaters: Adam Ant, Dave Barbe og Toyah Wilcox])) (marts)